# Tina Paulino
Argentina da Gloria Paulino, detta Tina (Inhambane, 7 luglio 1973), è un'ex mezzofondista mozambicana, specializzata negli 800 metri piani.

## Biografia
Cugina alla lontana dell'atleta olimpica Maria Mutola, Paulino ha iniziato a gareggiare all'età di 18 anni nel 1992 nell'atletica leggera, provenendo da un passato nella squadra nazionale femminile di pallacanestro. Debuttò internazionalmente ai Giochi olimpici di Barcellona 1992 nei 400 metri piani, medesimo anno in cui insieme alla cugina e due atlete nigeriane hanno vinto la medaglia di bronzo nella staffetta in Coppa del Mondo a Cuba. Successivamente ha preso parte a programmi speciali per prendere parte alle successive Olimpiadi di Atlanta 1996 e di Sydney 2000 senza però riuscire ad avere un tempo idoneo a consentirle la partecipazione.
Oltre ad alcuni successi in ambito regionale, contesi con la cugina Mutola, Paulino ha conquistato nel 1998 la medaglia d'argento in Malaysia ai Giochi del Commonwealth, anche in ambito extra-continentale alle spalle della cugina.
Dopo aver lasciato il Mozambico per allenarsi dapprima in Portogallo e poi negli Stati Uniti, Paulino ha terminato la sua carriera gareggiando dal 2002 per la società Quercia Rovereto, in Italia.

## Palmarès
| Anno | Manifestazione             | Sede         | Evento      | Risultato        | Prestazione | Note |
| ---- | -------------------------- | ------------ | ----------- | ---------------- | ----------- | ---- |
| 1992 | Giochi olimpici            | Barcellona   | 400 m piani | Quarti di finale | 52"34       |      |
| 1992 | Mondiali juniores          | Seul         | 400 m piani | dns              | dns         |      |
| 1993 | Campionati africani        | Durban       | 400 m piani | Oro              | 51"82       |      |
| 1993 | Mondiali                   | Stoccarda    | 800 m piani | 7ª               | 3'19"89     |      |
| 1995 | Mondiali indoor            | Barcellona   | 800 m piani | Semifinale       | dns         |      |
| 1995 | Giochi panafricani         | Harare       | 800 m piani | Argento          | 2'01"07     |      |
| 1995 | Mondiali                   | Göteborg     | 800 m piani | Semifinale       | 2'04"51     |      |
| 1997 | Mondiali indoor            | Parigi       | 800 m piani | Batteria         | 2'08"03     |      |
| 1997 | Universiadi                | Catania      | 800 m piani | 7ª               | 2'03"22     |      |
| 1998 | Giochi del Commonwealth    | Kuala Lumpur | 800 m piani | Argento          | 1'58"39     |      |
| 1999 | Mondiali indoor            | Maebashi     | 800 m piani | Batteria         | 2'05"66     |      |
| 2001 | Mondiali                   | Edmonton     | 800 m piani | Batteria         | 2'06"36     |      |
| 2003 | Mondiali                   | Saint-Denis  | 800 m piani | Semifinale       | 2'01"85     |      |
| 2003 | Giochi panafricani         | Abuja        | 800 m piani | 5ª               | 2'04"27     |      |
| 2004 | Campionati ibero-americani | Huelva       | 800 m piani | Semifinale       | 2'05"69     |      |

## Altre competizioni internazionali
1992
- in Coppa del mondo ( L'Avana), 4×400 m - 3'31"90